# 思想理论内参
思想理论内参是中共中央党校创办的一本杂志。曾有媒体认为该杂志只有几十人的小圈子能够阅览。

## 概况
《思想理论内参》由中央党校创办出版，直接送中央领导。其内容包含但不限于对国内一些学者的文章转载。其部分内容曾在公开渠道上发表过。